# آکونتیوس

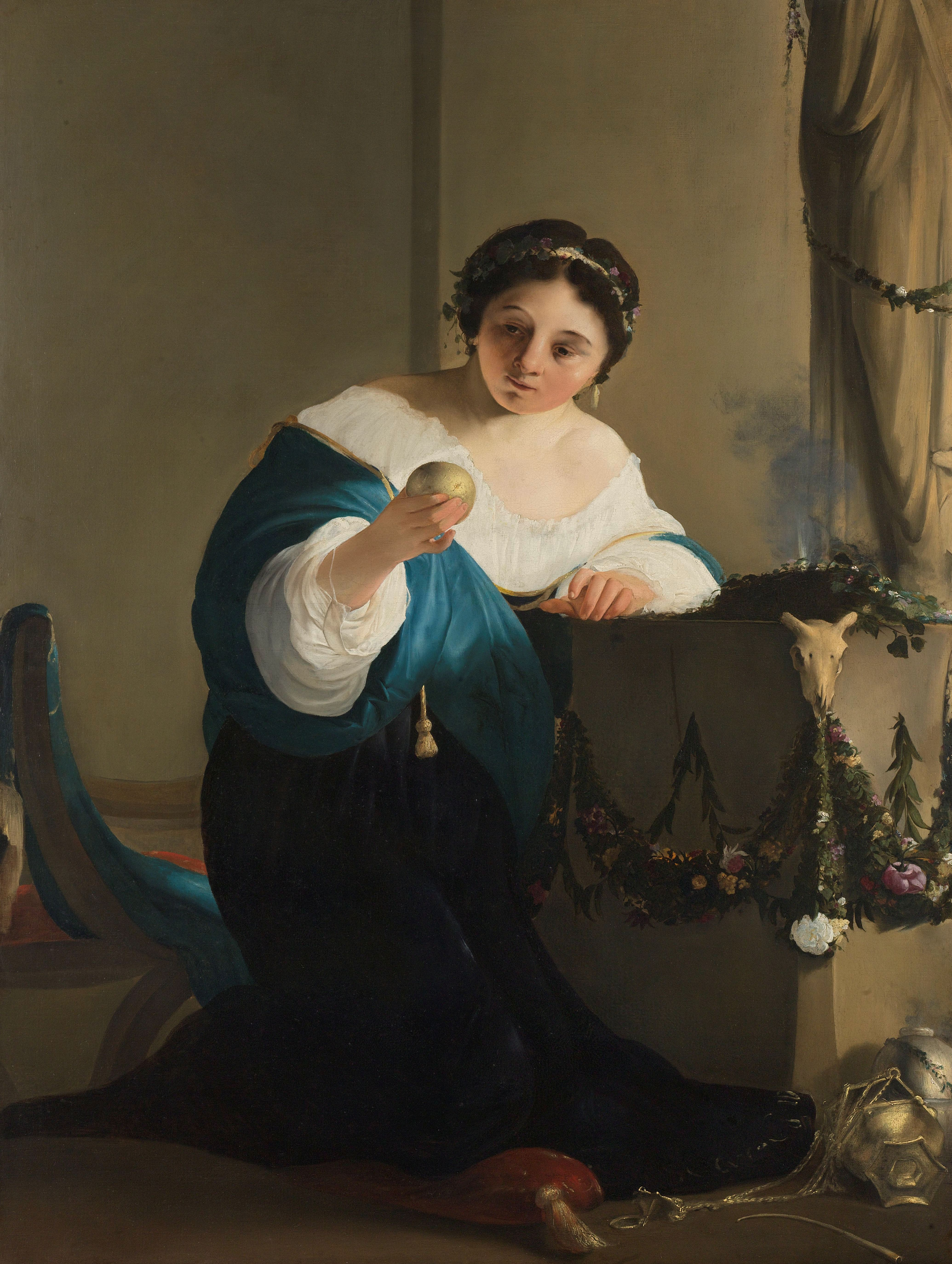
نقاشی از کودیپه

آکونتیوس Acontius، در اسطوره‌های یونان، جوانی فقیر و عاشق کودیپه است.
او جوانی فقیر از جزیرهٔ کئوس بود و عاشق کودیپه، دختر آتنی شد. سیبی به کودیپه داد که رویش نوشته شده بود «قسم می‌خورم جز با آکونتیوس ازدواج نکنم». چون کودیپه نوشته را با صدای بلند خواند با وجود مخالفت پدر و مادرش مجبور به ازدواج با وی شد.